# 维托里奥·加斯曼
维托里奥·加斯曼（義大利語：Vittorio Gassman，1922年9月1日—2000年6月29日）是意大利演员、导演、编剧、电视节目主持人，活跃于戏剧、电影、电视界。加斯曼有“il Mattatore”的绰号，取自他在1959年主持的同名电视节目。加斯曼的演艺生涯横跨五十余年；他最初在米兰的剧院演戏，后来参演电影，共出演过约130部电影，并执导了4部电影。
加斯曼被认为是意大利最优秀、最具代表性的演员之一，他有着标志性的戏剧仪态和发音特色，以及对专业精神的极致追求，同时还多才多艺，富有个人魅力。加斯曼被认为是意大利喜剧电影最伟大的演员，与阿尔贝托·索尔迪、尼诺·曼弗雷迪、乌戈·托尼亚齐、马切洛·马斯楚安尼齐名。
加斯曼赢得过7次意大利电影金像奖（大卫奖）最佳男主角奖项，是获该奖项最多的演员。1975年，他凭《女人香》获得戛纳电影节最佳男演员奖。1996年，他获得获得威尼斯电影节终身成就金狮奖。